# دژ المینا

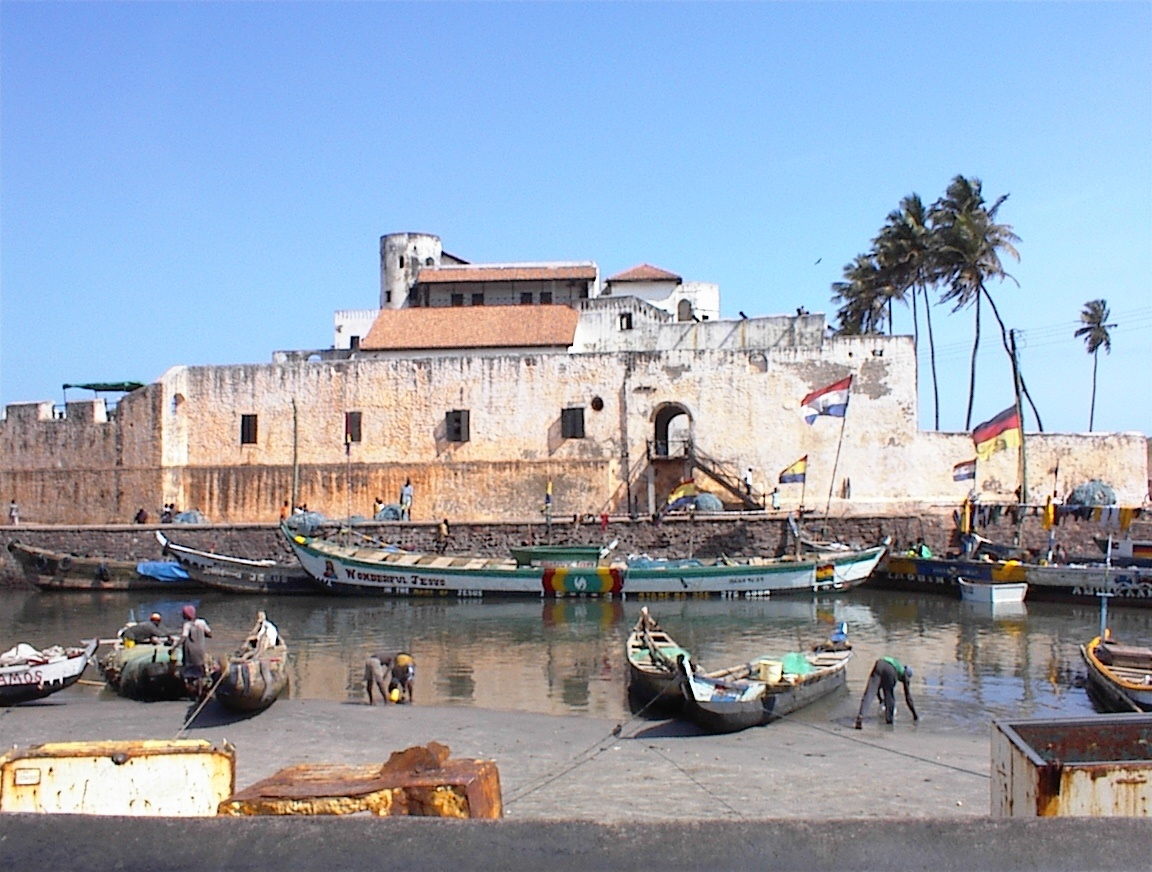
قلعه سنت جورج

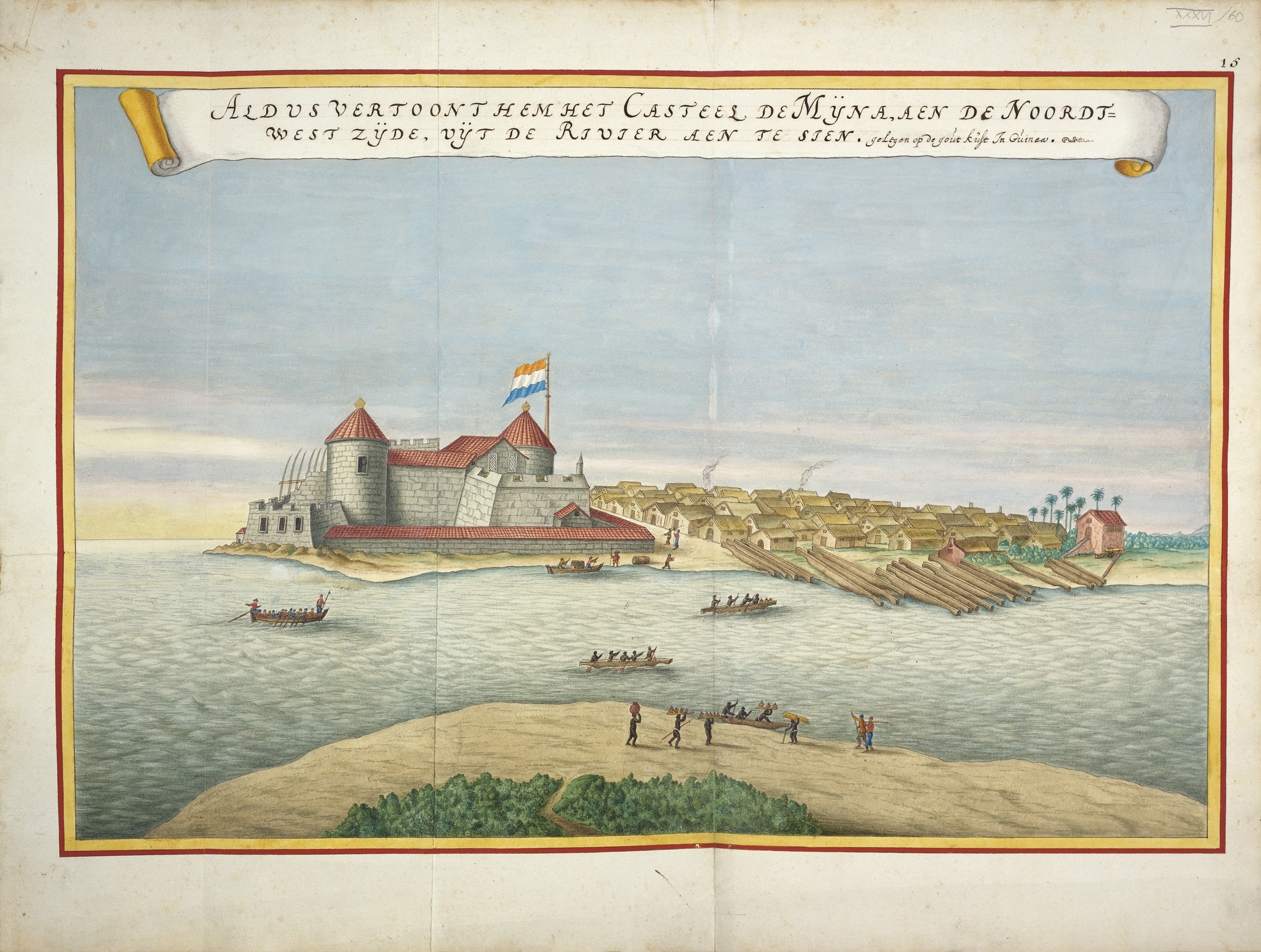
قلعه المینا در Atlas Blaeu- Van der Hem.

قلعه المینا در سال ۱۴۸۲ توسط سائو خورخه دا مینا (سنت جورج مینا)، که به عنوان مینا (یا فیتوریا دا مینا) نیز در المینا امروزی، غنا (که قبلاً ساحل طلا بود) شناخته می‌شد، توسط پرتغالی‌ها بنا شد. این نخستین پست تجاری است که در خلیج گینه ساخته شده‌است و قدیمی‌ترین ساختمان اروپایی که در جنوب صحرا واقع شده‌است. قلعه بعداً به عنوان شهرک تجاری تأسیس شد، و سپس به یکی از مهمترین توقفگاه‌ها در مسیر تجارت برده‌های آتلانتیک تبدیل شد. هلندی‌ها پس از تلاش‌های ناموفق به همان در سال ۱۵۹۶، قلعه را از پرتغالی‌ها در سال ۱۶۳۷ گرفتند و در ۱۶۴۲ کلیه سواحل طلای پرتغال را به دست گرفتند. تجارت برده‌ها تا سال ۱۸۱۴ زیر سلطه هلندی‌ها ادامه یافت. در سال ۱۸۷۲، ساحل طلای هلند، از جمله قلعه، به اشغال انگلیس درآمد.
ساحل گلد که هم‌اکنون در غنا است، در سال ۱۹۵۷ استقلال خود را از انگلیس بدست آورد و کنترل قلعه را در اختیار داشت. قلعه المینا یک مکان تاریخی است و یک مکان اصلی فیلمبرداری برای فیلم درام کوررا ورد ( ورنر هرتسوک) در سال ۱۹۸۷ بود. این قلعه توسط یونسکو به عنوان میراث جهانی شناخته شده‌است.

## مستند سه بعدی
در سال ۲۰۰۶، پروژه زمانی قلعه المینا را با اسکن لیزر سه بعدی زمینی مستند کرد. گروه تحقیقاتی غیرانتفاعی در مستندات دیجیتال سه بعدی میراث فرهنگی ملموس تخصص دارد. داده‌های ایجاد شده توسط پروژه زمانی ضبط دائمی را ایجاد می‌کند که می‌تواند برای تحقیقات، آموزش، ترمیم و حفظ استفاده شود.
مدل سه بعدی، یک تور پانوراما، ارتفاعات، بخش‌ها و برنامه‌های قلعه المینا در سایت www.zamaniproject.org موجود است.

## نگارخانه

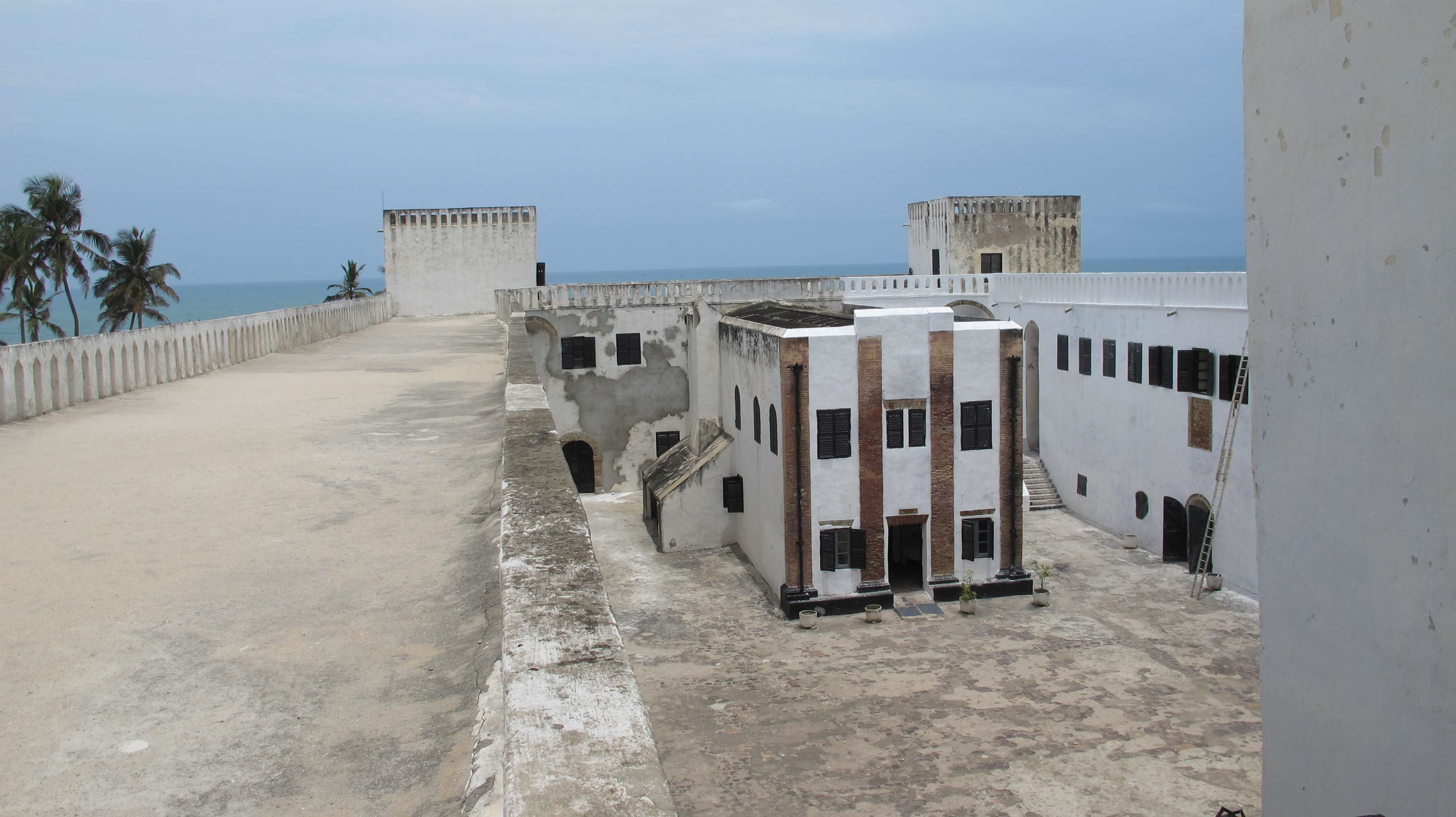
نمای داخلی کلیسای قلعه المینا
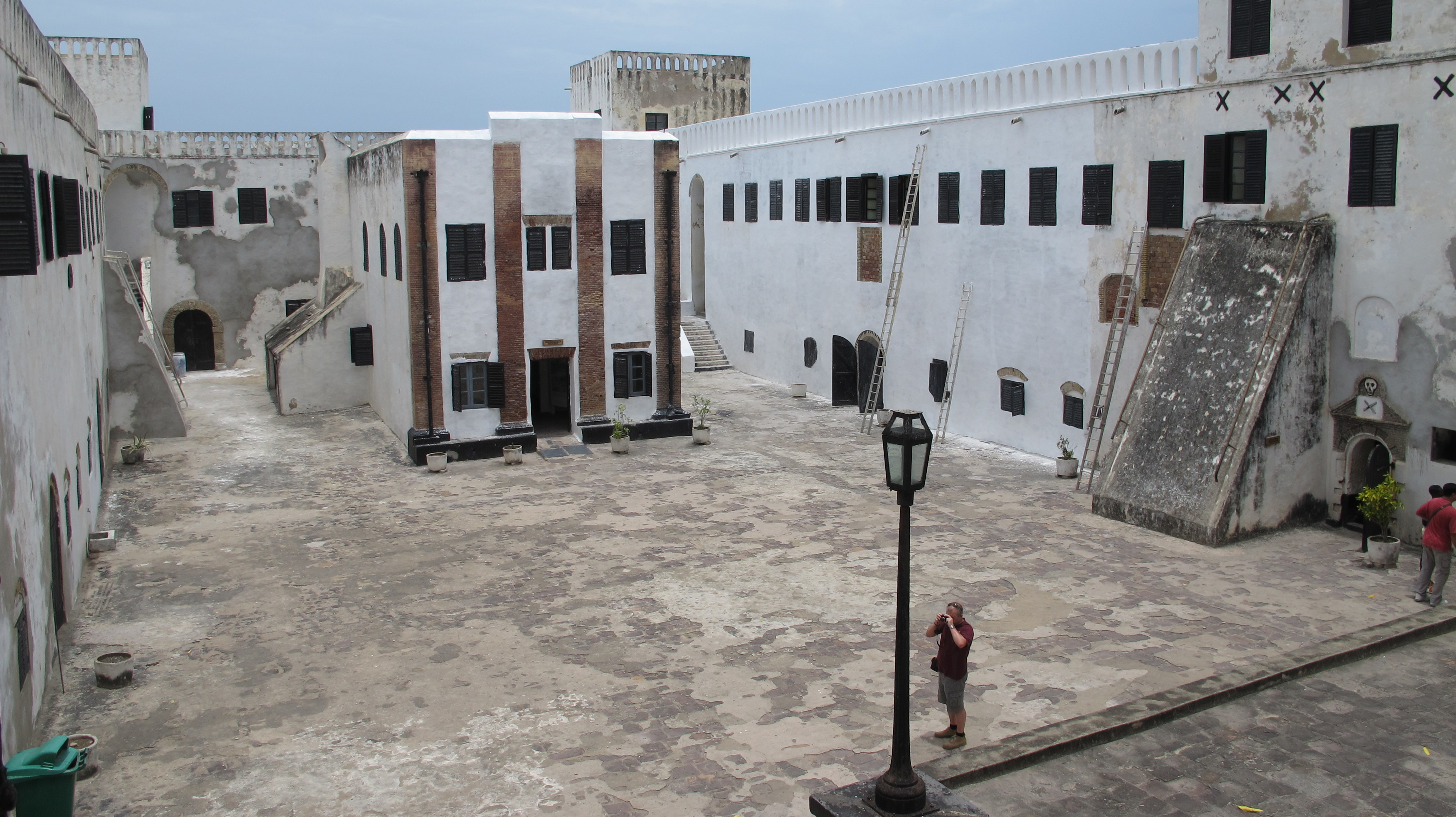
داخلی قلعه المینا
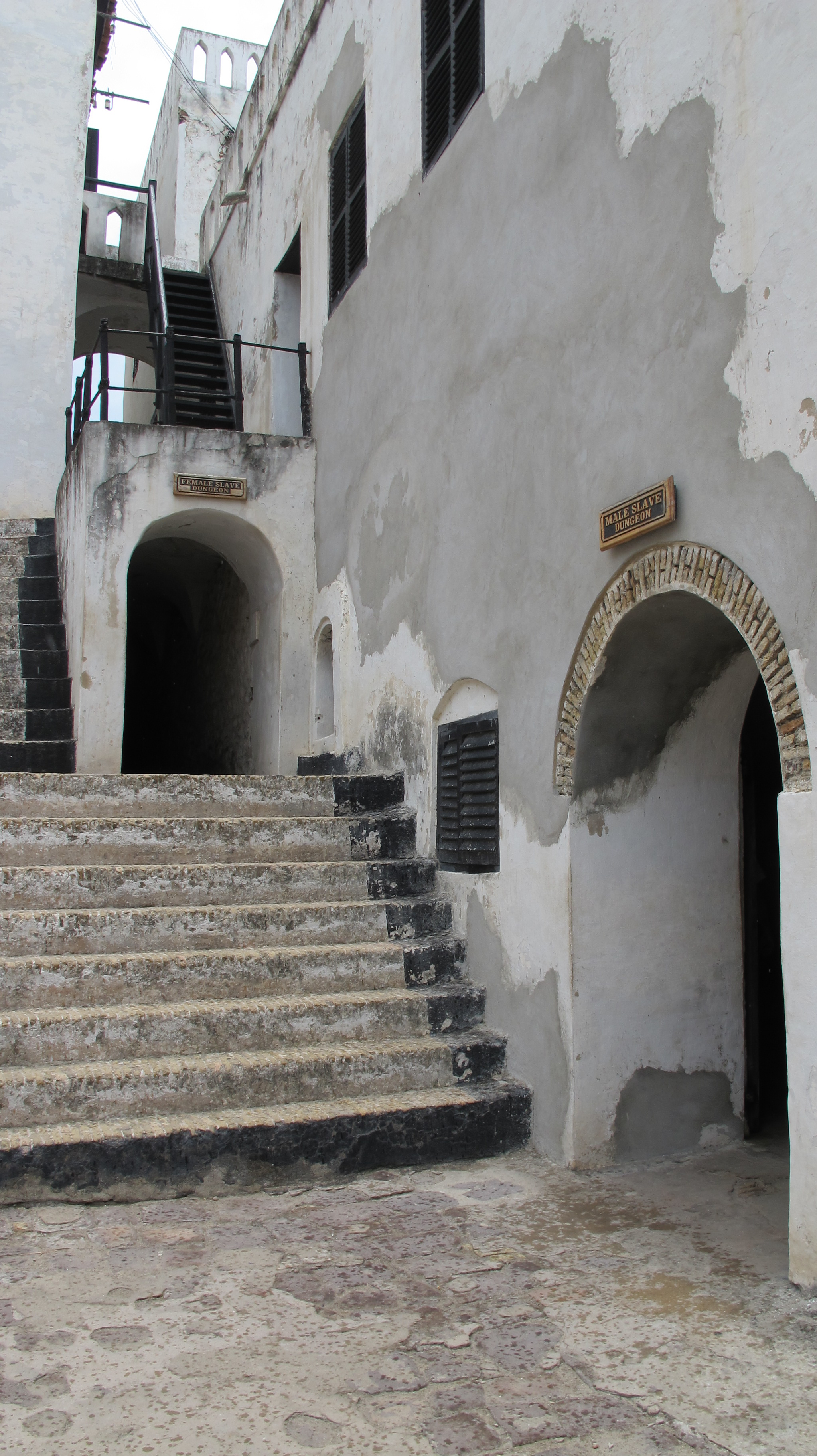
ورودی‌های برده زن و مرد قلعه المینا
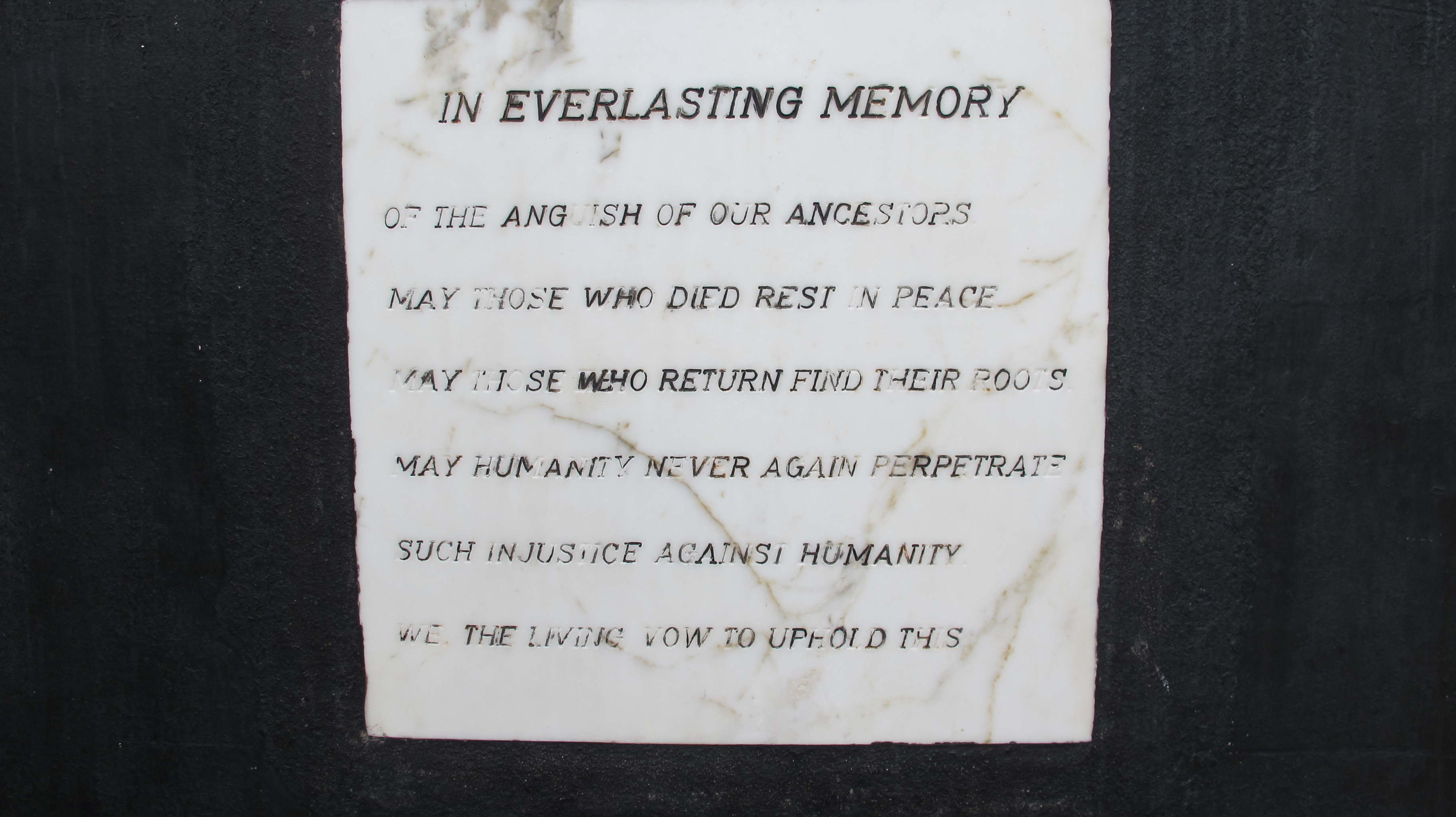
پلاک یادبود قلعه المینا
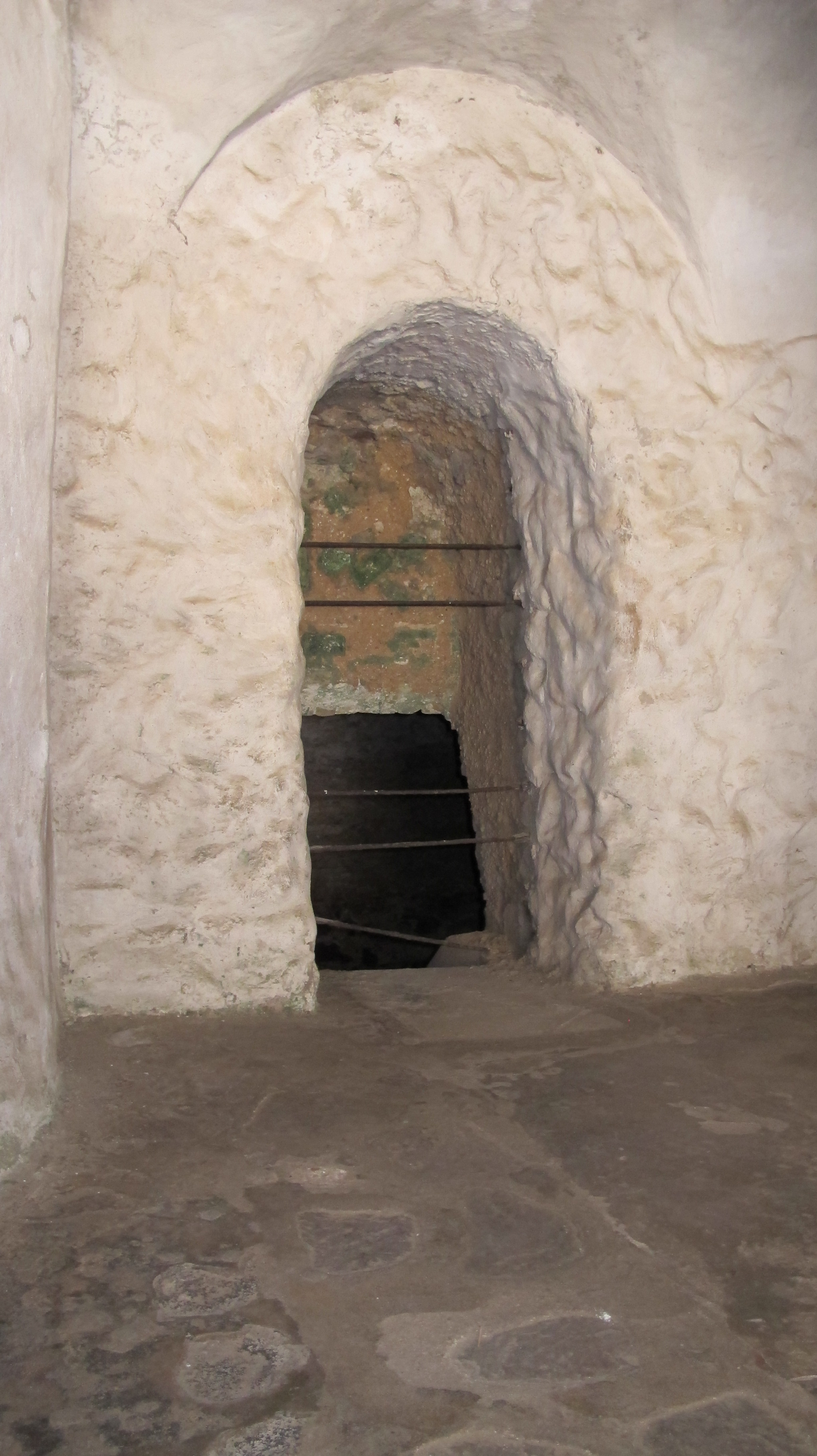
دروازه صادراتی برده قلعه المینا
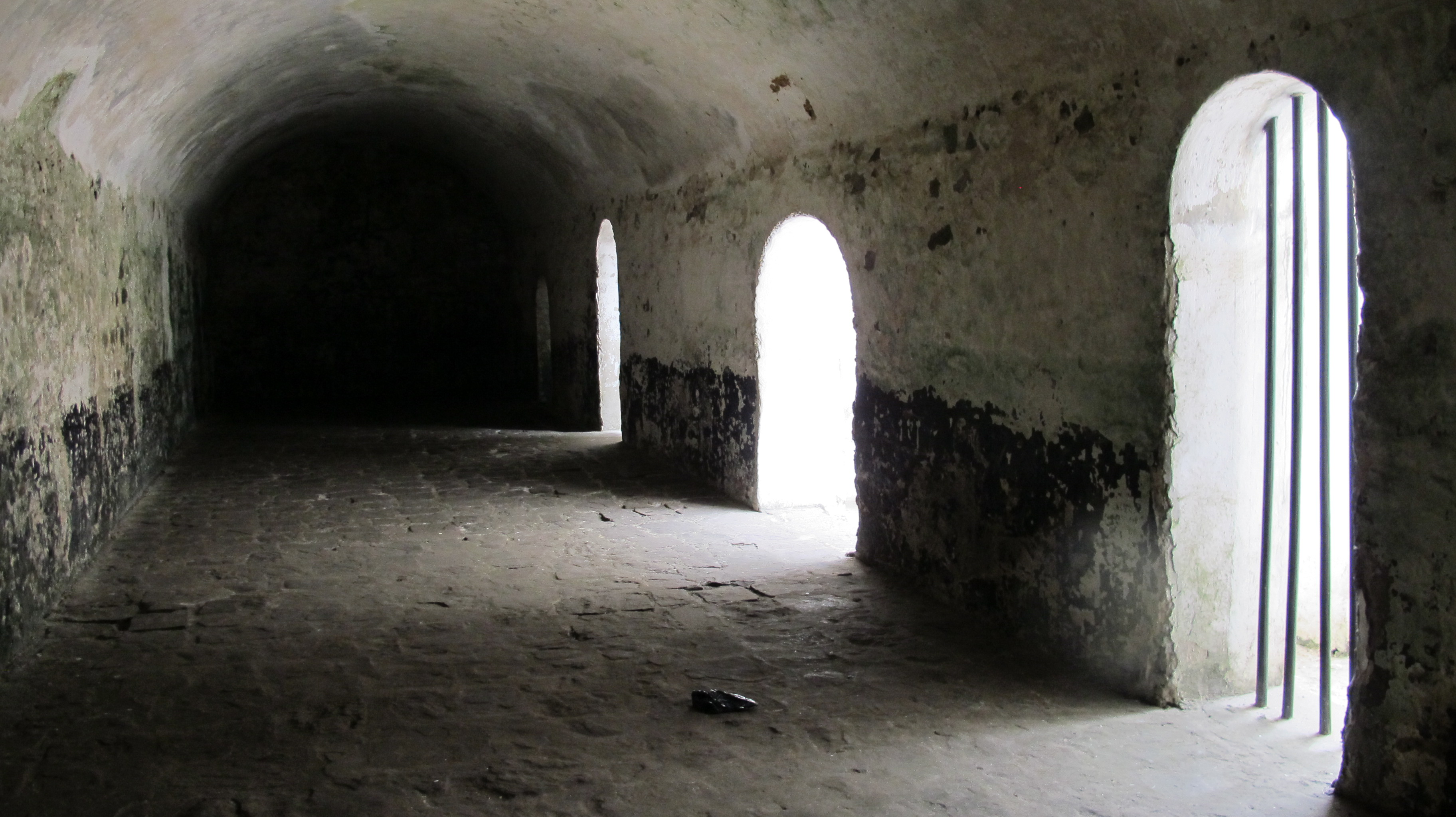
سلول نگهبان برده قلعه المینا
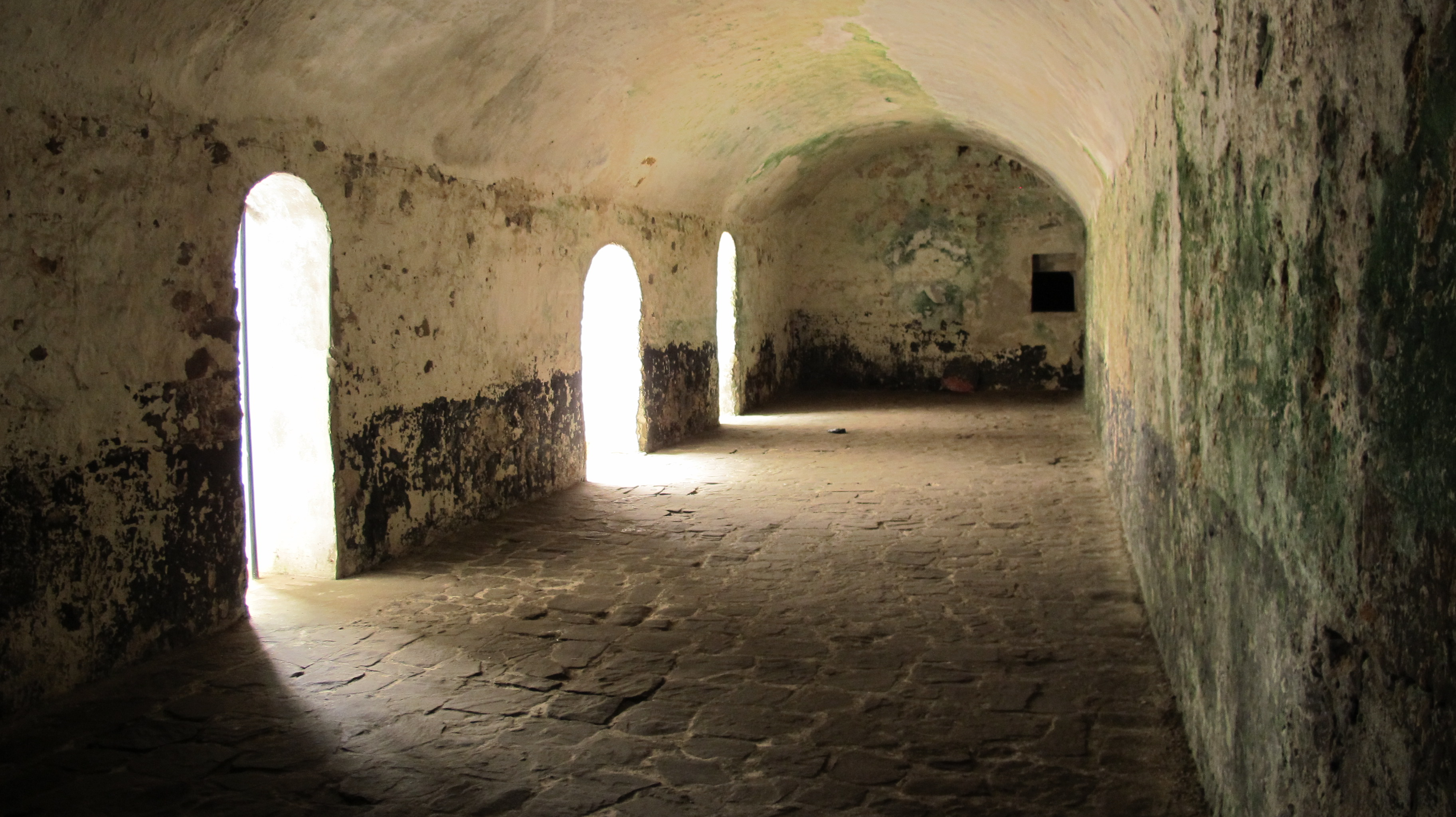
سلول نگهبان برده قلعه المینا
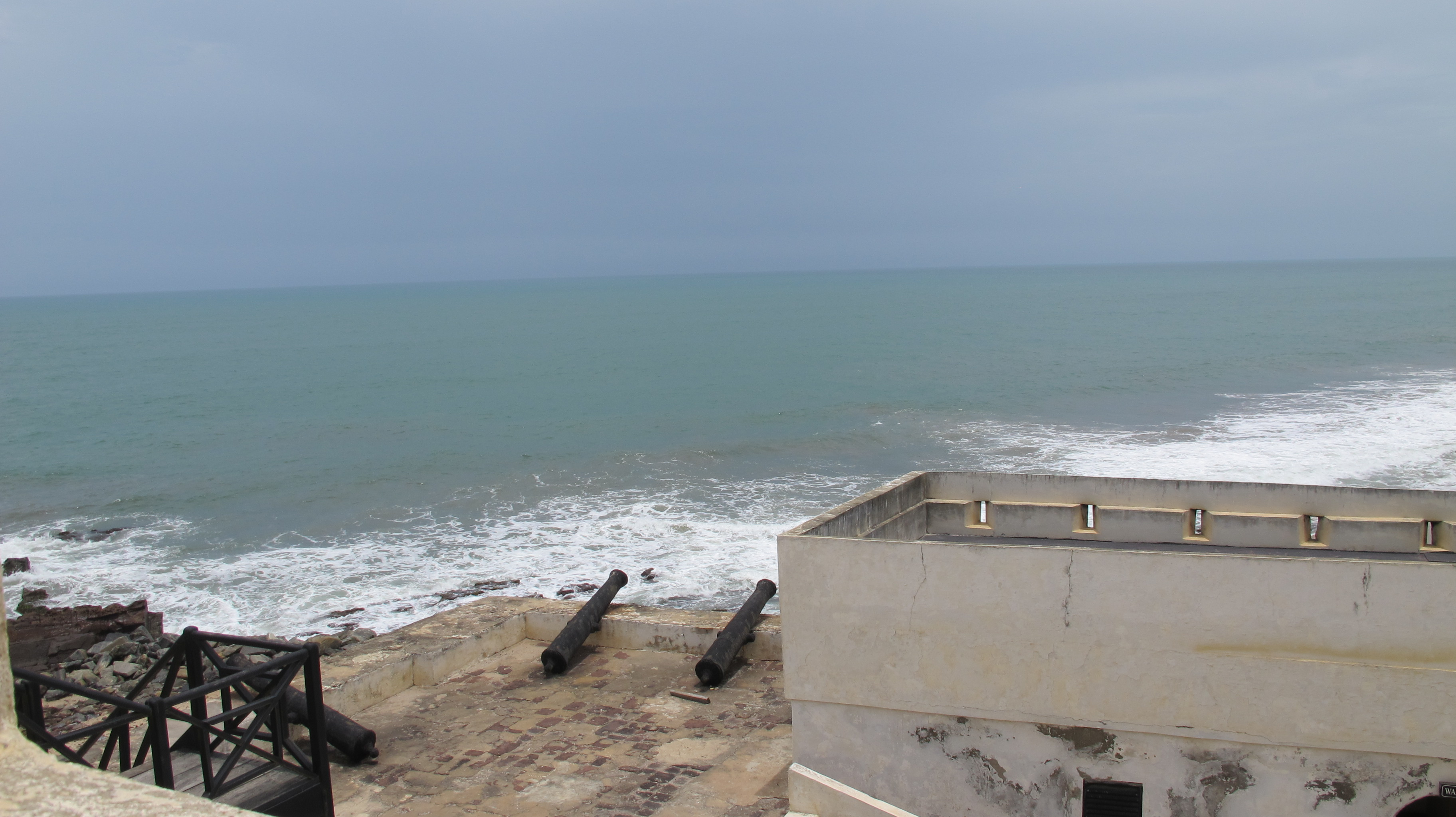
قلعه المینا
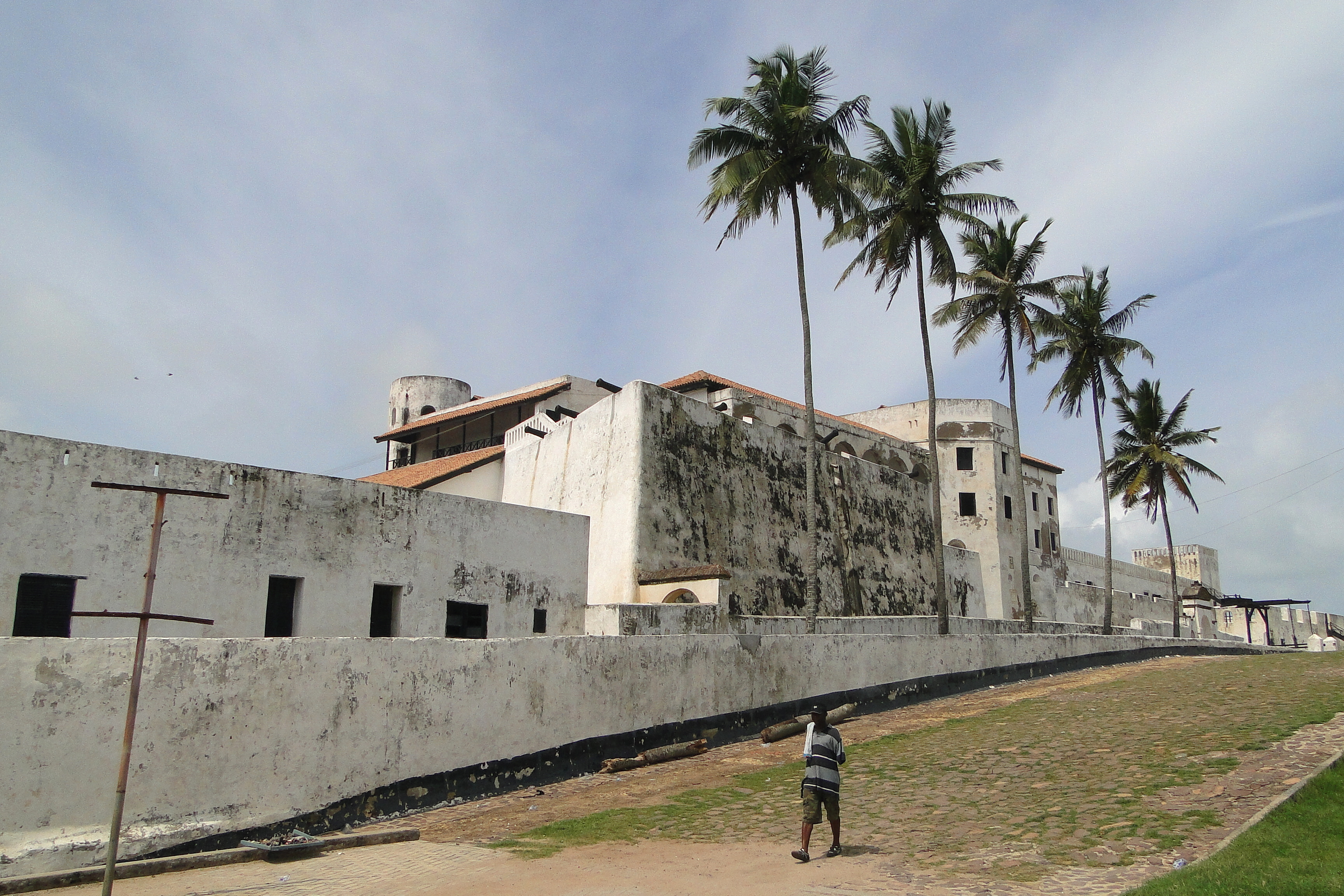
قلعه المینا